# Perder es cuestión de método
Perder es cuestión de método es una película colombo-española del 2004 dirigida por Sergio Cabrera. Fue protagonizada por Daniel Giménez Cacho y producida por Sergio Cabrera, Tomás Darío Zapata, Tornasol Films y Latinia P.C.

## Características
La película se basa en la novela Perder es cuestión de método de Santiago Gamboa. La adaptación es del guionista Jorge Goldenberg (Ilona llega con la lluvia). Daniel Jiménez Cacho (La mala educación) interpreta al periodista Víctor Silampa y Martina García a Quica, completando así la pareja protagonista.

## Sinopsis
En la orilla de un hermoso lago colombiano, cerca de los Cerros Orientales de Bogotá, la policía acaba de descubrir un cuerpo empalado. Un horrendo crimen en cuya investigación se embarcarán el periodista Víctor Silampa y un ocasional compañero, el oficinista Emir Estupiñán (quien busca a su hermano Osler). Junto a Quica, una joven prostituta, y a cambio de algunos favores al policía encargado del caso, irán descubriendo una compleja trama de especulación inmobiliaria en la que están implicados políticos, empresarios, prostitutas, esmeralderos, nudistas y todo tipo de personajes.